# Gábor Puglits
Gábor Puglits, né le 23 décembre 1967 à Budapest, est un joueur de football hongrois, qui évoluait au poste d'arrière central ou latéral gauche. Il a été international à sept reprises entre 1993 et 1994. Il a effectué toute sa carrière en Hongrie, à l'exception de deux saisons passées à Beveren, un club de Division 1 belge.

## Équipe nationale
| Date             | Adversaire | Lieu       | Score | Contexte                           | Remarque |
| ---------------- | ---------- | ---------- | ----- | ---------------------------------- | -------- |
| 8 septembre 1993 | Russie     | Budapest   | 1-3   | Qualifications Coupe du monde 1994 |          |
| 27 octobre 1993  | Luxembourg | Budapest   | 1-0   | Qualifications Coupe du monde 1994 | 22e      |
| 20 avril 1994    | Danemark   | Copenhague | 1-3   | Match amical                       | 70e      |
| 4 mai 1994       | Pologne    | Cracovie   | 2-3   | Match amical                       |          |
| 18 mai 1994      | Croatie    | Gyor       | 2-2   | Match amical                       | 69e      |
| 1er juin 1994    | Pays-Bas   | Eindhoven  | 1-7   | Match amical                       |          |
| 8 juin 1994      | Belgique   | Bruxelles  | 1-3   | Match amical                       |          |

## Palmarès
- 1 fois champion de Hongrie en 1994 avec Vác-Samsung.
  - 2 fois vice-champion de Hongrie en 1992 et 1993 avec Vác-Samsung.
  - 2 fois finaliste de la Coupe de Hongrie en 1991 et 1992 avec Vác-Samsung.